# Gabriella Lettini
Gabriella Lettini (Torino, 25 febbraio 1968) è una teologa e pastora valdese italiana.
È professore di etica teologica alla Graduate Theological Union ed alla Starr King School for the Ministry di Berkeley (California).

## Studi
Nel 1995 ha conseguito la laurea in teologia alla Facoltà valdese di teologia con una tesi sulla figura di Gesù nel cinema. Ha ottenuto il Ph.D. allo Union Theological Seminary di New York con una dissertazione dal titolo The ‘Allergy’ of the Other (L'allergia all'Altro), che analizza le concezioni teologiche del concetto di alterità e degli schemi egemonici della costruzione dell'identità. È presidente della American Waldensian Society e membro della sezione nordatlantica della European Society of Women in Theological Research.
Nel gennaio 2011, ha organizzato a Roma un corso interdisciplinare e internazionale di teologia ecumenica. Unendo la sua rete personale di contatti istituzionali, ha coinvolto nel corso il Waldensian Theological Seminary, la Starr King School for the Ministry, l'Union Theological Seminary in New York, l'Union Presbyterian Seminary e l'American Waldensian Society, trasformando il corso in un progetto collaborativo.
In un'intervista del 2017 Lettini ha dichiarato la propria aspirazione a far procedere lo sviluppo della teologia accademica in modo più organico e comunitario attraverso un reale un dialogo reale tra credenti e teologi. Inoltre, ha affermato che l'attuale riavvicinamento tra protestanti e cattolici è un fatto positivo, ma, tenuto conto della complicità storica dei Cristiani nelle peggiori atrocità del mondo, la reciproca diversità dei principi teologici è meno importante dell'offerta di un rimedio «correttivo a queste aberrazioni della fede cristiana».

Pochi mesi dopo, ha accettato di mettere a disposizione uno spazio della Starr King School al servizio della nuova moschea a guida femminile Qalbu Maryam (il cuore di Maria) su richiesta del soggetto fondatore della moschea Rabiʻa Keeble, che nel 2012 aveva completato il percorso di studi nella scuola.
La recente ricerca di Lettini esplora i diversi modelli di identità e le loro implicazioni per la teologia e l'etica, continuando l'indagine dei film come fonti di riflessione personale e teologica. In concerto con Rita Nakashima Brock, Lettini ha sviluppato la pratica della terapia riparativa dell'anima da «una ferita di guerra chiamata "danno morale"», definito come «la violazione delle credenze morali core»."

## Pubblicazioni
Ha pubblicato Omosessualità (1999); inoltre vanta vari contributi su sincretismo, teologie e culture, teologie della liberazione, teologia femminista, donne e teologia, cinema e religioni, tradizione religiosa e l'«Altro», in libri collettanei e articoli.
La sua ricerca attuale esplora i differenti modelli di identità e le loro implicazioni per la teologia e l'etica; al tempo stesso prosegue la sua ricerca sui film come fonte della riflessione teologica.
Libri
- Omosessualità  (Homosexuality) (Torino: Claudiana Editrice, 1999).

Curatrice:
- Dizionario di teologia femminista, (Torino: Claudiana Editrice, 2010); Italian translation and updated version for the Italian public of Dictionary of Feminist Theologies, Letty M. Russell and J. Shannon Clarkson, eds. (Louisville, Kentucky: Westminster, John Knox Press, 1996).

Capitoli
- “Martin Luther King e il dialogo intrareligioso,” in Il sogno e la storia: L'attualità di Martin Luther King, Paolo Naso, ed. (Torino: Claudiana Editrice: 2008).

- “Coming Out as a Hybrid: Pain and Potentiality,” in The End of Liberation? Liberation in the End! Feminist Theory, Feminist Theology and their Political Implications, Yearbook of the European Society of Women in Theological Research, v. 10, edited by Charlotte Methuen and Angela Berlis (Leuven: Peeters, 2002), 192-196.

- “Hic Sunt Leones? Syncretism within the Ecumenical Movement,” in Women, Ritual and Liturgy, Yearbook of the European Society of Women in Theological Research, v. 9, edited by Susan Roll, Annette Esser, Brigitte Enzner-Probst with Charlotte Methuen and Angela Berlis (Leuven: Peeters, 2001), 137-161.

- “Children's Rights Are Human Rights,” in The Church Standing Up and Speaking Out On Human Values and Principles: Devotional Meditations on Social Justice, edited by Judy Brown (New York: Federation of Protestant Welfare Agencies, 1999), 54-55.

- “Praying with my Eyes Open: A Spiritual Journey,” in Revisioning Our Sources: Women's Spirituality in European Perspectives, edited by Annette Esser, Anne Hunt Overzee and Susan Roll (Kampen, The Netherlands: KOK Pharos, 1997), 150-169.

- Gabriella Lettini e Piera Egidi, “Pregare ad occhi aperti,” in Voci di Donne, edito da Piera Egidi (Torino: Claudiana, 1999), 59-62.

Riviste
- Rosemary P. Carbine and Gabriella Lettini,  “Embodying Radical Democracy” Journal of Feminist Studies in Religion 25.1 (2009) 125-141.

- “Commitment to Otherness and Diversity” Union Seminary Quarterly Review, Volume 54, n. 3-4, winter (2004), 191-194.

- “Review of Black Faith and Public Talk: Critical Essays on James Cone's Black Theology & Black Power, edited by Dwight N. Hopkins,” Union Seminary Quarterly Review, Volume 54, n. 3-4, winter (2000), 119-124.

- “La cura d'anime oggi.” Protestantesimo v. 44 n° 4 (1989), 275-279.

Articoli
- “L'anno delle grandi pulizie: le elezioni amministrative statunitensi” Riforma, 12 novembre 2006, 1-2.

- “Una “Passione” che divide: intervista a cura di Gian Mario Gillio” Confronti, Anno XXX1 n. 5, Maggio 2004, 19-22.

- “Mel Gibson: Una “passione” che oscura la resurrezione” Riforma, 23 aprile 2004, 9.

- “In Bush We Trust?” Voce Evangelica, n. 7/8, Luglio/Agosto 2003, 4-5.

- “L'America che ha detto no alla guerra” Confronti, Anno XXX n. 5, Maggio 2003, 20-21.

- “Echi di pace a New York: Le chiese sono uno dei luoghi di maggior fermento e

riflessione sull'attuale conflitto” Riforma, 4 marzo 2003, 1-3.
- “Le gang di New York: Religione e violenza nell'America di metà Ottocento nell'ultimo film di Scorsese” Riforma, 14 febbraio 2003, 5.

- “Atonement and Victimization” Bulletin of the Colloquium on Violence and Religion, Number 19, November (2000), 9-10.

- “Lontan dagli occhi, lontan dal cuore? Le chiese statunitensi dopo i bombardamenti NATO” Gioventu' Evangelica, primavera (2000), 5-7.

- “Tra aiuti umanitari e dissenso sommesso: le chiese americane e la crisi nei Balcani” Voce Evangelica, luglio (1999), 4-8.

- “Sul Kosovo: Dalla comunità dei neri americani un invito alla non violenza attiva e non selettiva: Intervista al teologo James H. Cone” In collaborazione con Marinetta Cannito, Riforma, giugno 1999, 1-3.

- “Gesù sullo schermo” Voce Evangelica, novembre (1999), 8-13.

- “Sì al sincretismo se serve alla vita: Intervista a Chung Hyun Kyung” Confronti, Anno XXV no. 10, (ottobre 1998), 23-24.

- “Teologia femminista: Dio, dov'eri mentre soffrivo?” Confronti, Anno XXV no. 10, ottobre (1998), 21-22.

- “Le spiritualità delle donne” Bollettino FDEI, inverno (1997), 2-3.

- “Le nuove elezioni presidenziali e il dopo Monica” Riforma, novembre (1996), 1-2.

- “Clinton: grandi visioni, programmi modesti” Riforma, settembre (1996), 1-3.

- "A time to break down, and a time to build up: Voices from the Ecumenical Decade," Into the Light, Spring (1996), 4-5.

- “Easter Movies in Critical Perspective” Episcopal New Yorker, April/May 1996, Vol. 161, n. 2, 1,5.